# A-104
A-104 è stata una missione della NASA del programma Apollo, la nona di test senza equipaggio di un razzo Saturn, con lo scopo di portare nello spazio il secondo dei tre satelliti Pegasus per lo studio degli impatti con le micrometeoriti.